# FK Romanija Pale
FK Romanija je nogometni klub iz Pala, u Bosni i Hercegovini. Trenutno se natječe u Prvoj nogometnoj ligi RS. Osnovan je 1934.